# 四ツ倉駅

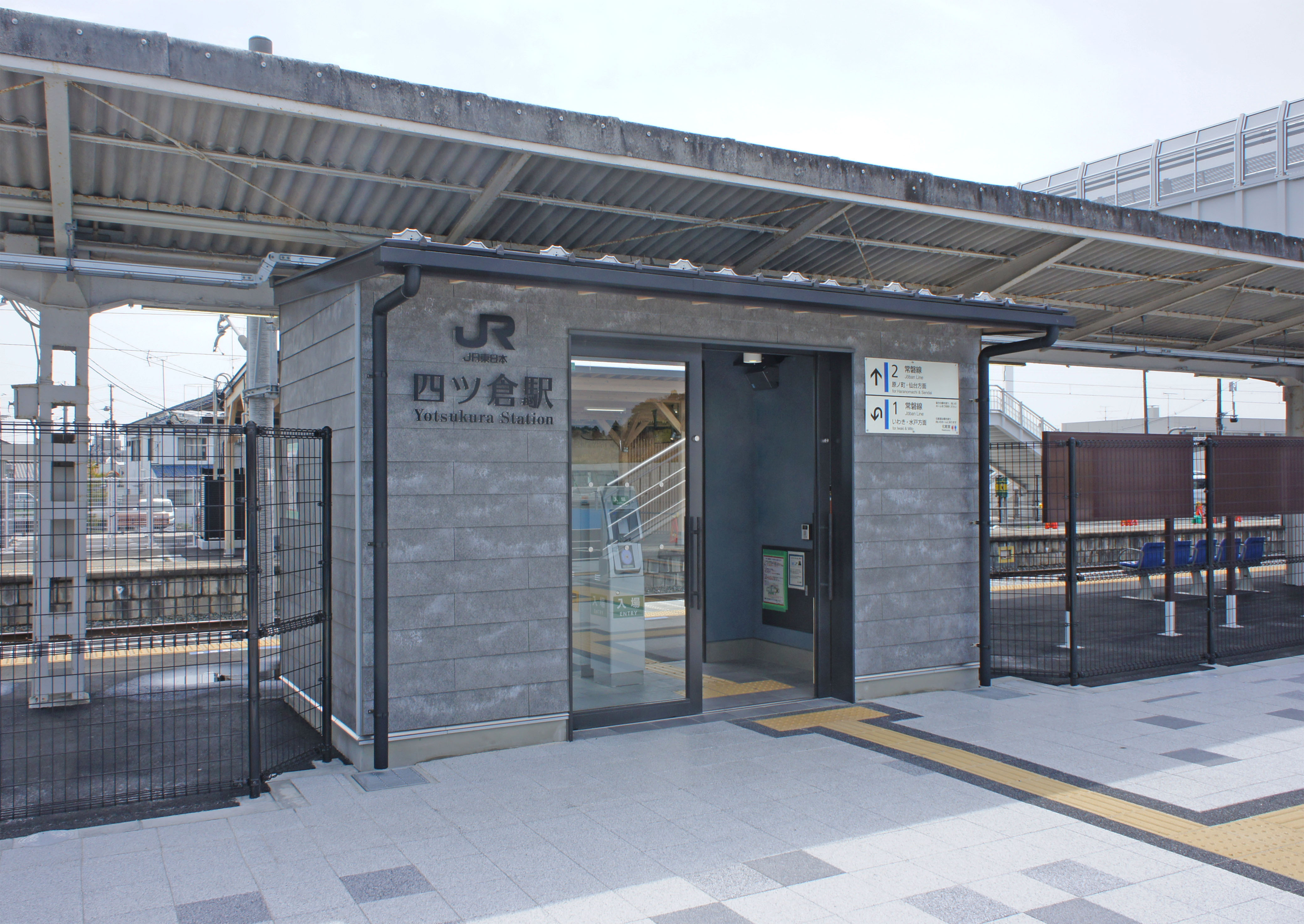
西口（2022年4月）

四ツ倉駅（よつくらえき）は、福島県いわき市四倉町字鬼越（おにごえ）にある、東日本旅客鉄道（JR東日本）常磐線の駅である。

## 歴史
- 1897年（明治30年）8月29日：日本鉄道の駅（一般駅）として開業[2][4]。
- 1906年（明治39年）11月1日：日本鉄道が国有化され、官設鉄道の所属となる[4]。
- 1908年（明治41年）9月：磐城セメント四倉工業所（のちの住友セメント四倉工場）操業開始、専用線も開業。
- 1909年（明治42年）10月12日：線路名称の制定により、常磐線の所属となる。
- 1914年（大正3年）3月26日：電報の取り扱いを開始[5]。
- 1949年（昭和24年）6月1日：日本国有鉄道が発足。
- 1984年（昭和59年）2月1日：荷物・専用線発着を除く車扱貨物の取り扱いを廃止[4]。
- 1985年（昭和60年）3月14日：車扱貨物の取り扱いを全廃[4]。
- 1987年（昭和62年）4月1日：国鉄分割民営化に伴い、JR東日本の駅となる[4]。
- 2011年（平成23年）
  - 3月11日：東日本大震災により、営業を休止。
  - 4月17日：いわき駅 - 当駅間で運転を再開[注 1]。
  - 5月14日：当駅 - 久ノ浜駅間で運転を再開[6]。
- 2013年（平成25年）11月：発車メロディを導入。
- 2018年（平成30年）3月16日：みどりの窓口の営業を終了[7]。
- 2020年（令和2年）
  - 3月14日：東京近郊区間に編入される[報道 1]。ICカード「Suica」の利用が可能となる[報道 1]。
  - 7月：駅舎の改築に着手[8]。
- 2022年（令和4年）3月26日：人道橋と西口広場が供用開始[9]。
- 2024年（令和6年）10月1日：えきねっとQチケのサービスを開始[1][報道 2]。

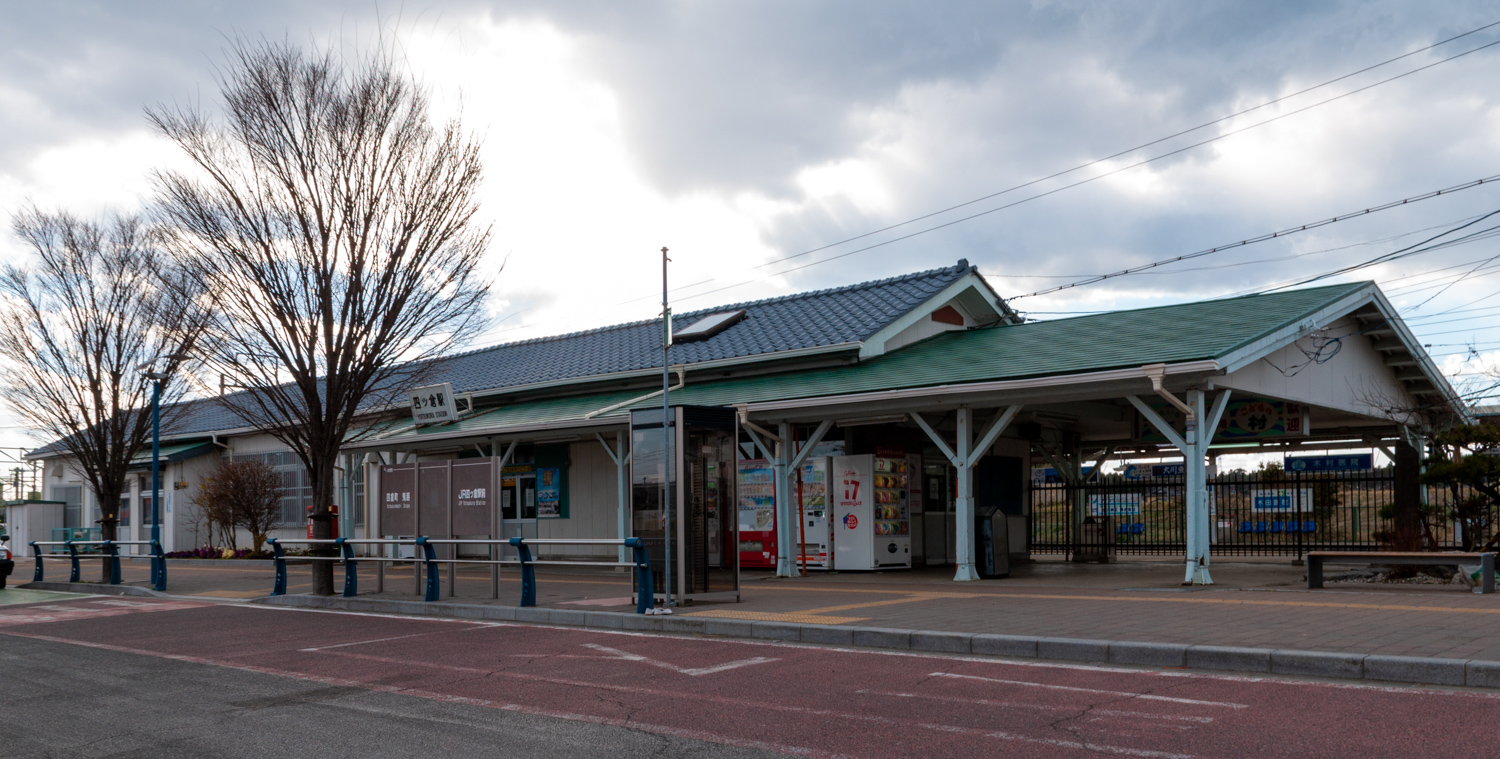
旧駅舎（2011年4月）

## 駅構造
相対式ホーム2面2線を持つ地上駅である。かつては2番線の隣に3番線が設置されていた。JR東日本ステーションサービスが業務を受託する業務委託駅であるが、インターホンが設置されており、終日遠隔対応を行う。
2018年（平成30年）11月にJR東日本といわき市が跨線人道橋の整備に係る基本事項の締結を行い、2019年度（令和元年度）には同人道橋整備のための設計や用地取得が実施された。その後、2020年（令和2年）3月に同人道橋工事の役割分担等を定めた施行協定をJR東日本といわき市が締結したことから、2020年度（令和2年度）より人道橋整備の工事に本格着手し、2022年（令和4年）3月26日に供用を開始した。なお、駅舎の整備はJR東日本が行い、新たに西口改札が整備された。
多機能券売機が設置されている。また、西口・東口ともに簡易Suica改札機が設置されている。

### のりば
| 番線 | 路線     | 方向 | 行先             |
| ---- | -------- | ---- | ---------------- |
| 1    | ■ 常磐線 | 上り | いわき・水戸方面 |
| 2    | ■ 常磐線 | 下り | 原ノ町・仙台方面 |

1986年（昭和61年）9月まで、駅の西側に隣接して住友セメント四倉工場が広がっていた。当駅から分岐していた専用線を使って、製品のセメント輸送、燃料の重油や石炭輸送などが行われていたが、工場閉鎖より一足先の1985年（昭和60年）に廃止された。また、八茎鉱山で採掘された石灰石を工場へ輸送するため、索道が鉱山と玉山鉱泉付近にあった積換所を、専用鉄道（玉山線、全長6.8キロメートル）が積換所と工場を結んでいた。

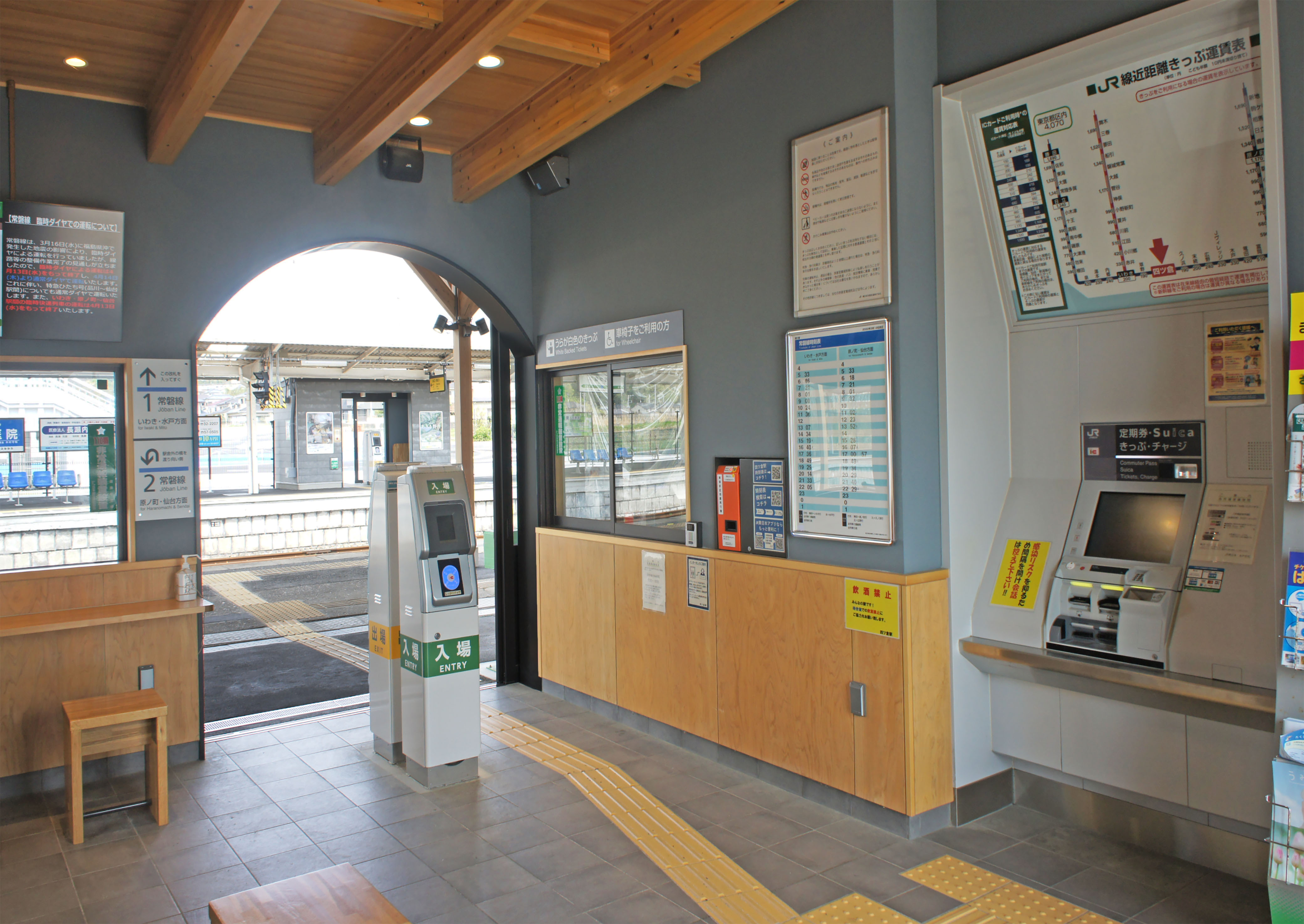
東口改札（2022年4月）
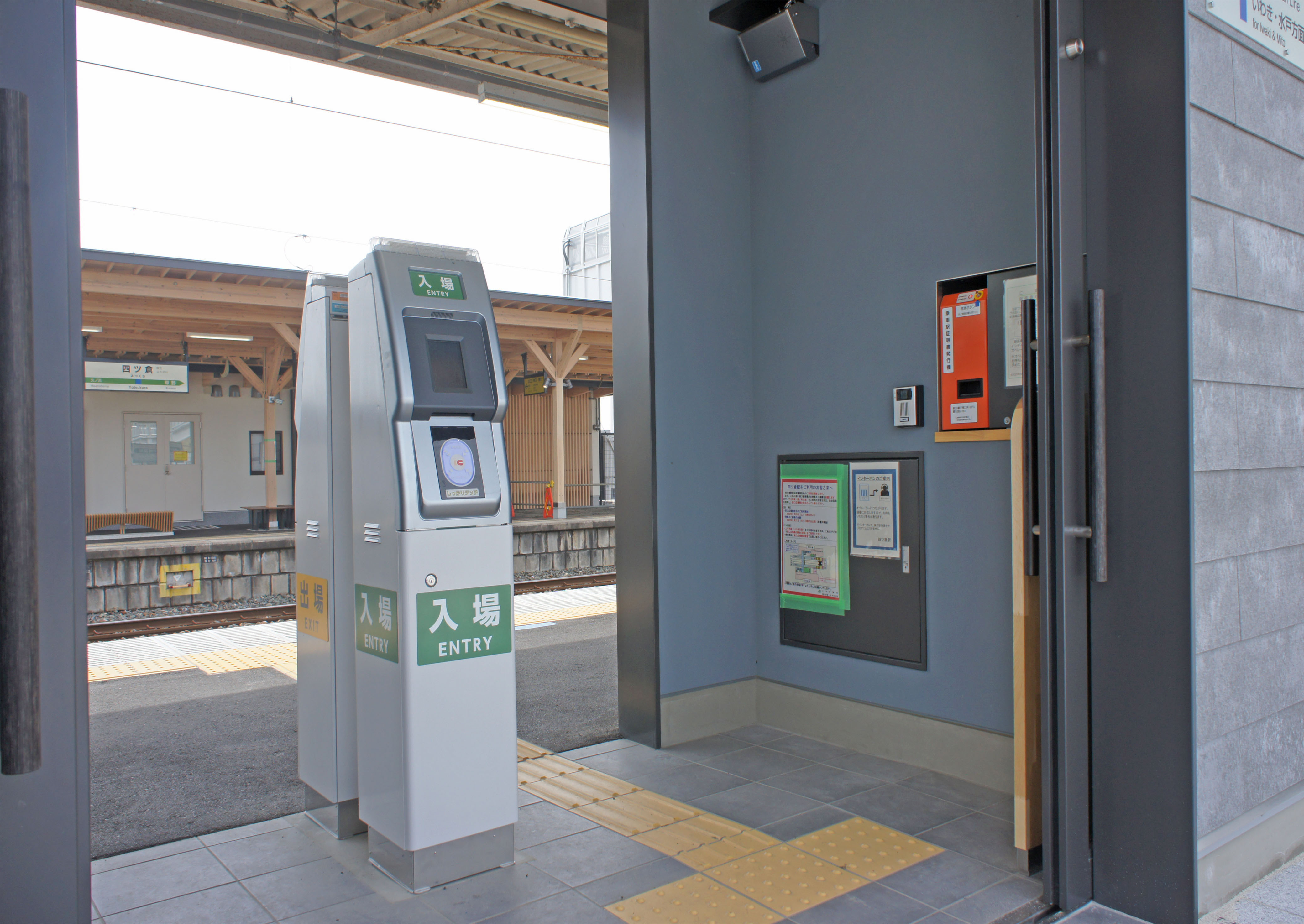
西口改札（2022年4月）
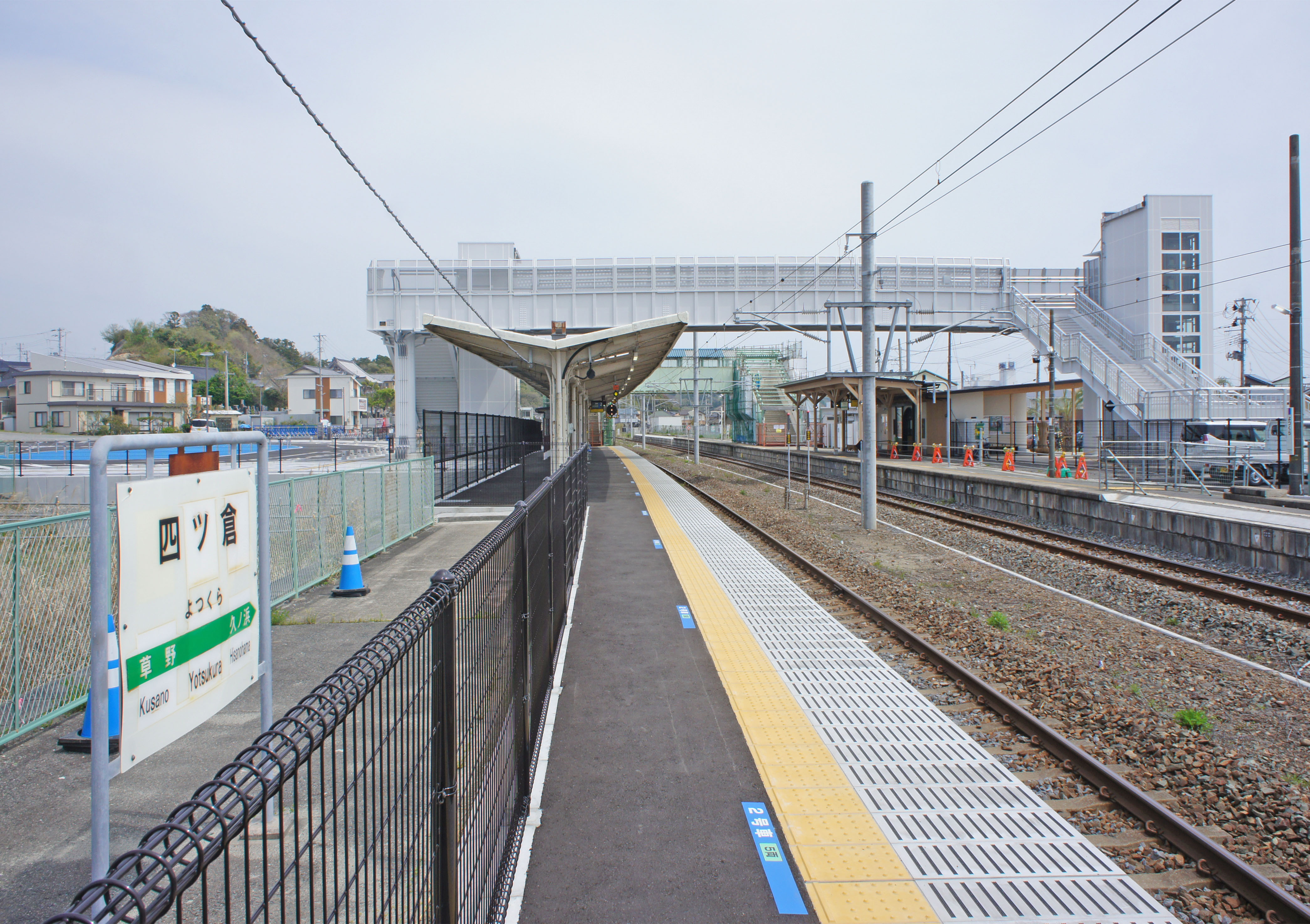
ホーム（2022年4月）
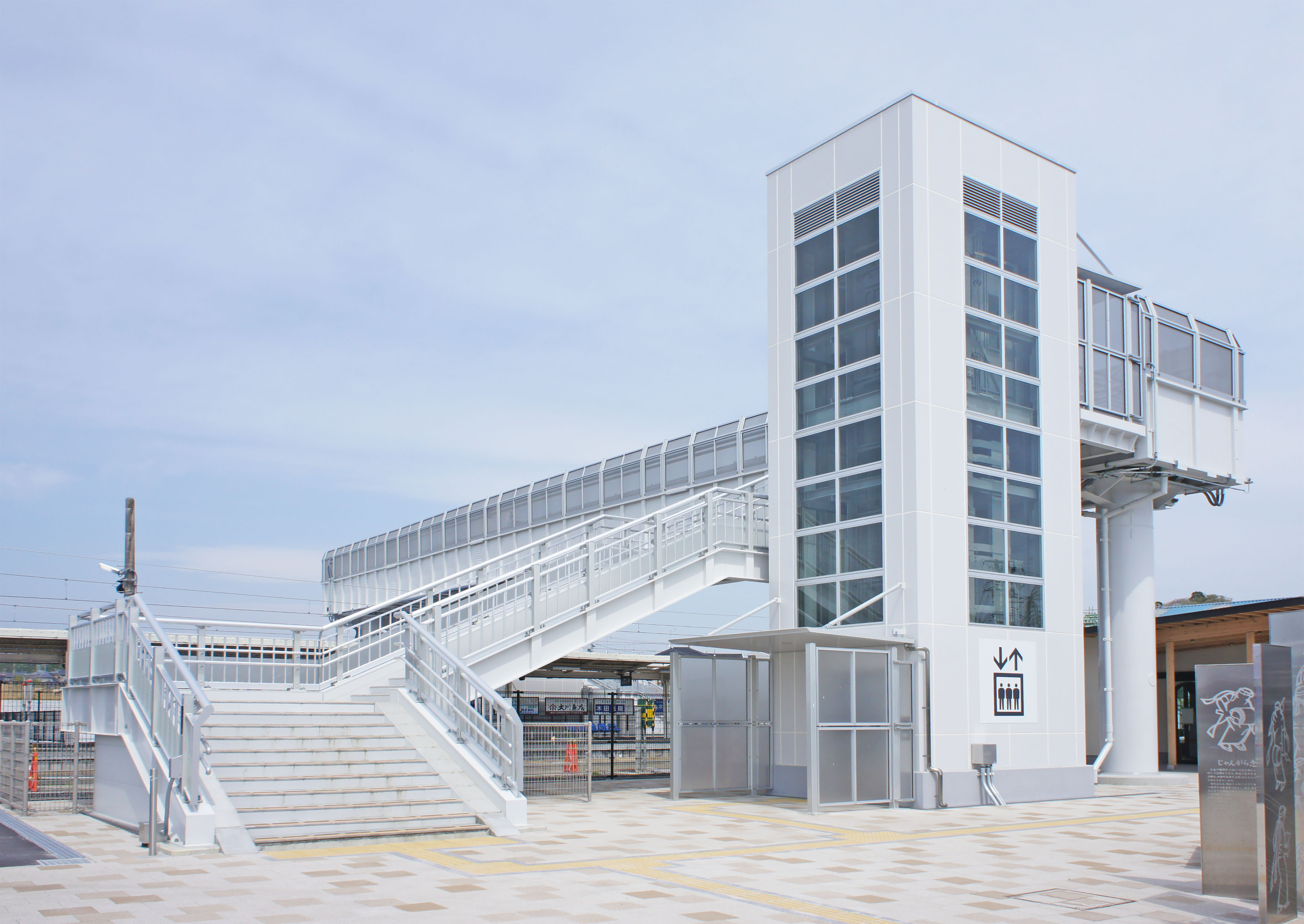
人道橋（2022年4月）

## 利用状況
JR東日本によると、2023年度（令和5年度）の1日平均乗車人員は516人である。
2000年度（平成12年度）以降の推移は以下のとおりである。
| 1日平均乗車人員推移 | 1日平均乗車人員推移 | 1日平均乗車人員推移 | 1日平均乗車人員推移 | 1日平均乗車人員推移 |
| 年度                | 定期外              | 定期                | 合計                | 出典                |
| ------------------- | ------------------- | ------------------- | ------------------- | ------------------- |
| 2000年（平成12年）  |                     |                     | 1,175               | [ 利用客数 2 ]      |
| 2001年（平成13年）  |                     |                     | 1,099               | [ 利用客数 3 ]      |
| 2002年（平成14年）  |                     |                     | 1,074               | [ 利用客数 4 ]      |
| 2003年（平成15年）  |                     |                     | 1,028               | [ 利用客数 5 ]      |
| 2004年（平成16年）  |                     |                     | 1,006               | [ 利用客数 6 ]      |
| 2005年（平成17年）  |                     |                     | 930                 | [ 利用客数 7 ]      |
| 2006年（平成18年）  |                     |                     | 893                 | [ 利用客数 8 ]      |
| 2007年（平成19年）  |                     |                     | 863                 | [ 利用客数 9 ]      |
| 2008年（平成20年）  |                     |                     | 875                 | [ 利用客数 10 ]     |
| 2009年（平成21年）  |                     |                     | 839                 | [ 利用客数 11 ]     |
| 2010年（平成22年）  |                     |                     | 806                 | [ 利用客数 12 ]     |
| 2011年（平成23年）  | 非公表              | 非公表              | 非公表              |                     |
| 2012年（平成24年）  | 194                 | 521                 | 715                 | [ 利用客数 13 ]     |
| 2013年（平成25年）  | 198                 | 497                 | 696                 | [ 利用客数 14 ]     |
| 2014年（平成26年）  | 194                 | 444                 | 638                 | [ 利用客数 15 ]     |
| 2015年（平成27年）  | 206                 | 450                 | 657                 | [ 利用客数 16 ]     |
| 2016年（平成28年）  | 200                 | 452                 | 652                 | [ 利用客数 17 ]     |
| 2017年（平成29年）  | 187                 | 436                 | 624                 | [ 利用客数 18 ]     |
| 2018年（平成30年）  | 183                 | 427                 | 610                 | [ 利用客数 19 ]     |
| 2019年（令和元年）  | 181                 | 436                 | 617                 | [ 利用客数 20 ]     |
| 2020年（令和02年）  | 125                 | 378                 | 503                 | [ 利用客数 21 ]     |
| 2021年（令和03年）  | 124                 | 348                 | 473                 | [ 利用客数 22 ]     |
| 2022年（令和04年）  | 144                 | 358                 | 502                 | [ 利用客数 23 ]     |
| 2023年（令和05年）  | 161                 | 355                 | 516                 | [ 利用客数 1 ]      |

## 駅周辺

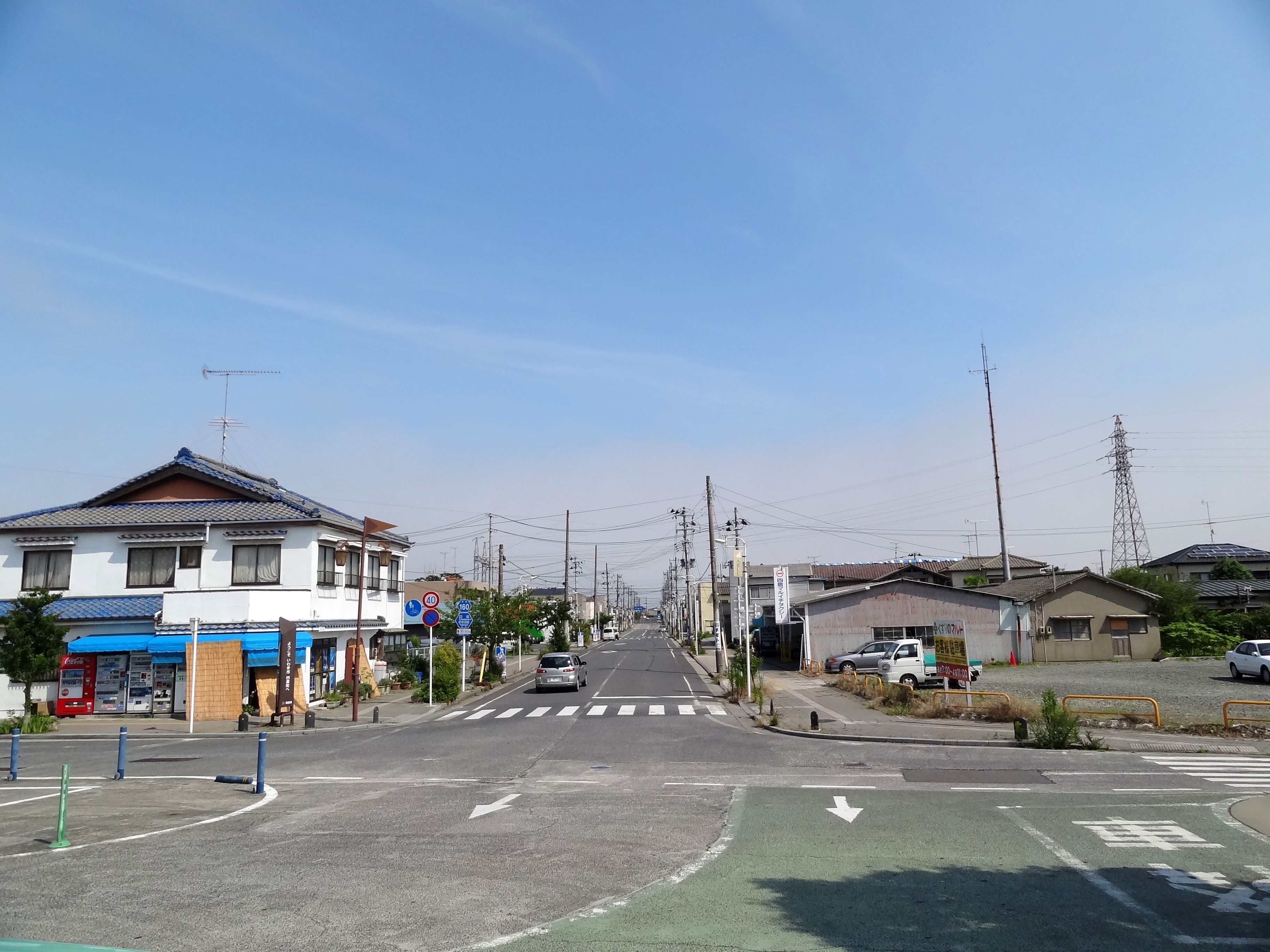
駅前（2011年8月）

- 四倉海水浴場
- いわき市役所四倉支所
- 四倉郵便局
- いわき海浜自然の家
- 太平洋健康センター蟹洗温泉
- とまとランドいわき
- ワンダーファーム
- 道の駅よつくら港
- 国道6号
- 福島県道41号小野四倉線
- 福島県道160号四倉停車場線
- 福島県道363号八茎四倉線
- 福島県道382号豊間四倉線
- 新常磐交通「四倉駅入口」停留所

## その他
- 常磐線は当駅以北、広野駅 - 木戸駅間を除き単線となる。
- 上野発の中距離電車の北限は、長らくこの駅であったが、現在は高萩までとなっている。
- 当駅の駅名は「四ツ倉」であるが地名は「四倉町」である。また付近を走る常磐自動車道のパーキングエリアも「四倉PA」である。

## 隣の駅
東日本旅客鉄道（JR東日本）
■常磐線
草野駅 - 四ツ倉駅 - 久ノ浜駅

### 記事本文